# طوني إيسبوسيتو
طوني إيسبوسيتو هو لاعب هوكي الجليد كندي، ولد في 23 أبريل 1943 في سو ساينت ماري في كندا.

## وصلات خارجية
- طوني إيسبوسيتو على موقع دوري الهوكي الوطني (الإنجليزية)
- طوني إيسبوسيتو على موقع EliteProspects.com (الإنجليزية)
- طوني إيسبوسيتو على موقع HockeyDB.com (الإنجليزية)
- طوني إيسبوسيتو على موقع Hockey-Reference.com (الإنجليزية)
- طوني إيسبوسيتو على موقع قاعة كندا للمشاهير الرياضية (الإنجليزية)
- طوني إيسبوسيتو على موقع الموسوعة البريطانية (الإنجليزية)
- طوني إيسبوسيتو على موقع إن إن دي بي (الإنجليزية)